# Departamento de Mayo-Tsanaga
Mayo-Tsanaga es un departamento de la región del Extremo Norte de Camerún. En noviembre de 2005 tenía una población censada de 699 971 habitantes.
Está formado por los siguientes municipios:
- Bourrha 88,585
- Hina 43,755
- Koza 81,076
- Mayo-Moskota 73,716
- Mogode 112,905
- Mokolo 242,274
- Soulédé-Roua 57,660